# Лоушки
Лоушки — упразднённая деревня в Лоухском районе Республике Карелии Российской Федерации.

## География
Располагалась в 11 километрах от посёлка Лоухи, на берегу озёра Лоухское.

## История
Последние годы в начале августа отмечается праздник Старуха Лоухи — Хозяйка Севера — Вернём доброе имя.

## Транспорт
Использовалась как пристань для связи с посёлком Плотина (ходил катер по маршруту Плотина-Лоушки-Плотина). Используют сейчас для маршрута Лоухи-Лоушки-Плотина.